# Авантуре Џимија Неутрона
Авантуре Џимија Неутрона (енгл. The Adventures of Jimmy Neutron, Boy Genius)  је америчка анимирана телевизијска серија коју је креирао Џон А. Дејвис за Nickelodeon. Заснован на филму Џими Неутрон: Дечак геније из 2001. године, серијал служи као наставак филма. Првобитно се емитовала на Nickelodeonу три сезоне од 20. јула 2002. до 25. новембра 2006. Емисија прати 11-годишњег генија из измишљеног града Ретровил у Тексасу, истоименог лика, док иде у авантуре са својим најбољи пријатељи Карл Визер и Шин Естевез. Током целе емисије, у овим авантурама се дешавају разне незгоде и сукоби, јер Џимијеви разни изуми иду по злу. Серија садржи гласове Деби Дерибери (Џими), Роба Полсена (Карл) и Џефрија Гарсије (Шин) за три главна лика. То је била прва Nicktoon серија која је анимирана у CGI.